# Code Red (альбом)
Code Red (с англ. — «Код «Красный»») — девятый студийный альбом немецкой трэш-метал группы Sodom, выпущенный 31 мая 1999 года на лейбле Drakkar Entertainment. На этом альбоме Sodom вернулись к классическому трэш-металу, что пришлось по вкусу многим фанатам. Он также был выпущен ограниченным двухдисковым изданием с трибьют-альбомом Sodom под названием Homage to the Gods, а также в виде другого двухдискового издания с альбомом Томаса Зуха под названием Ich glaub ’nicht an den Weihnachtsmann.

## Список композиций
Слова и музыка всех песен — Томаса Зуха.
| №                   | Название                                                            | Длительность |
| ------------------- | ------------------------------------------------------------------- | ------------ |
| 1.                  | «Intro» (является фрагментом фильма «Цельнометаллическая оболочка») | 0:48         |
| 2.                  | «Code Red»                                                          | 3:55         |
| 3.                  | «What Hell Can Create»                                              | 3:32         |
| 4.                  | «Tombstone»                                                         | 3:55         |
| 5.                  | «Liquidation»                                                       | 2:45         |
| 6.                  | «Spiritual Demise»                                                  | 2:51         |
| 7.                  | «Warlike Conspiracy»                                                | 2:50         |
| 8.                  | «Cowardice»                                                         | 4:17         |
| 9.                  | «The Vice of Killing»                                               | 4:22         |
| 10.                 | «Visual Buggery»                                                    | 3:13         |
| 11.                 | «Book Burning»                                                      | 2:34         |
| 12.                 | «The Wolf & the Lamb»                                               | 3:19         |
| 13.                 | «Addicted to Abstinence»                                            | 2:06         |
| Общая длительность: | Общая длительность:                                                 | 40:21        |

## Участники записи
Sodom
- Томас Зух — вокал, бас-гитара
- Бёрнд «Bernemann» Кост — гитара
- Бобби Шоттковски — ударные

Производственный персонал
- Харрис Джонс — продюсирование
- Аксель Германн — обложка